# Jacek Wójcicki

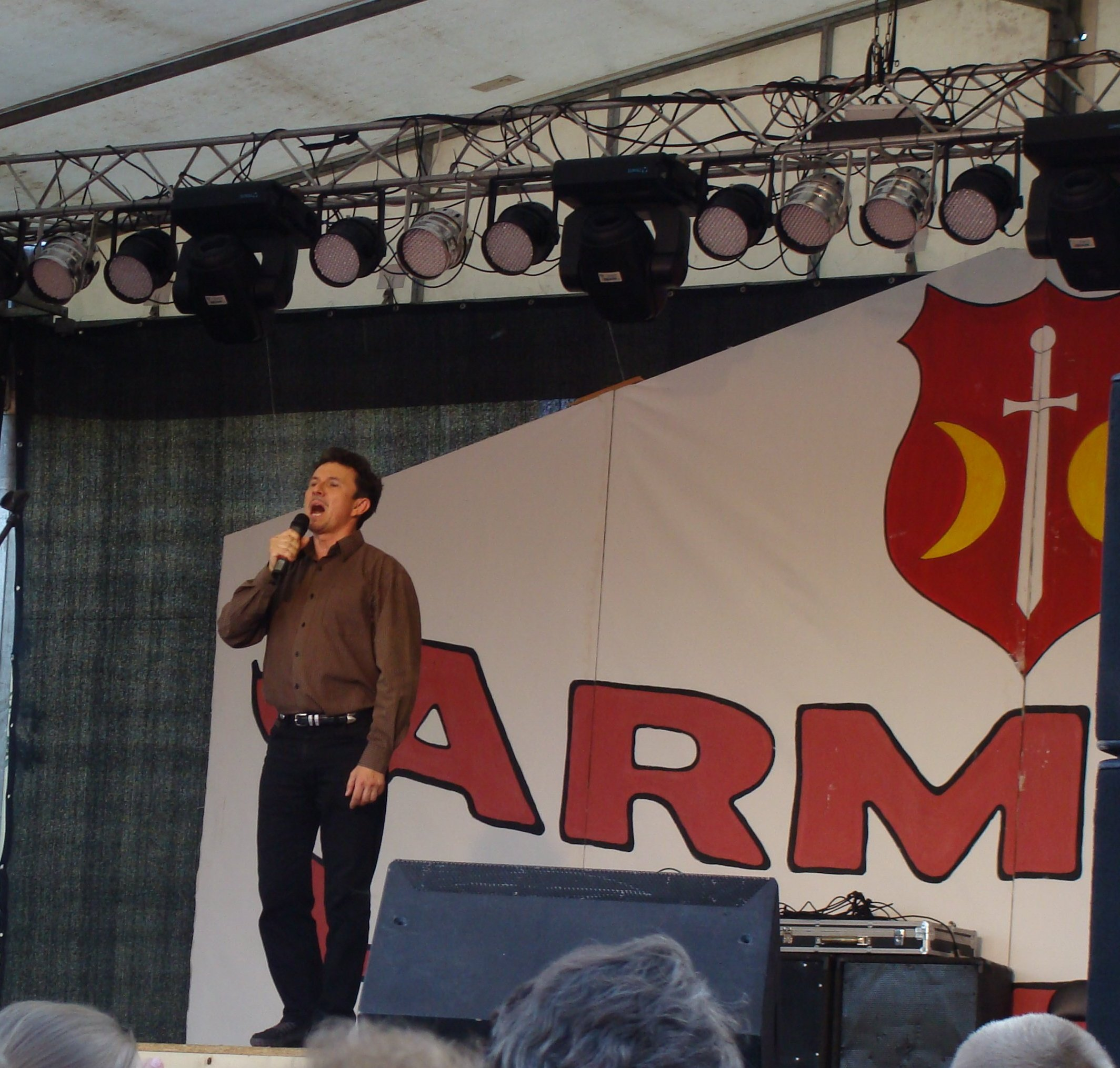
Wójcicki na Jarmarku Kiliana w Skierbieszowie

Jacek Wójcicki (ur. 21 stycznia 1960 w Krakowie) – polski aktor, śpiewak (tenor) i muzyk.

## Życiorys
Dorastał na krakowskim Zwierzyńcu z rodzicami i siostrą Małgorzatą. Gdy był dzieckiem, śpiewał w chórze Filharmonii Krakowskiej, z którym koncertował po świecie. Jako nastolatek grał epizodyczną rolę w spektaklu Dziady w Starym Teatrze w Krakowie.
Ukończył studia na Wydziale Aktorskim Państwowej Wyższej Szkoły Teatralnej w Krakowie. W latach 1982–1991 był aktorem Teatru Słowackiego w Krakowie, w którym zagrał m.in. główną rolę w spektaklu Niebieski ptak. W 1986 został laureatem Przeglądu Piosenki Aktorskiej we Wrocławiu. W 1987 za wykonanie utworu „Wiersz gazetowo-miłosny” odebrał nagrodę za interpretację na 24. Krajowym Festiwalu Polskiej Piosenki w Opolu.
W latach 1992–1997 występował w Kabarecie Olgi Lipińskiej, poza tym wcielał się w Pana Tenorka w telewizyjnym programie dla dzieci Budzik w TVP1. Wykonuje piosenki filmowe i serialowe (Szpital na perypetiach, Konie apokalipsy, Ostatni dzwonek)
9 września 2016 prezydent Andrzej Duda odznaczył go Krzyżem Kawalerskim Orderu Odrodzenia Polski za wybitne zasługi w działalności na rzecz polskiej kultury oraz za osiągnięcia w pracy artystycznej.

## Filmografia

### Role aktorskie
- 1985: Urwisy z Doliny Młynów – Filip
- 1986: Klementynka i Klemens – gęsi z Doliny Młynów – Filip
- 1987: Opowieść Harleya – Igorek
- 1989: Janka – sprzedawca horoskopów na jarmarku (odc. 7)
- 1989: Kanclerz – arcyksiążę Maksymilian (odc. 5)
- 1989: Ostatni dzwonek – Jacek „Świr” Świerzyński
- 1990: Korczak – bojowiec Bundu
- 1991: Podwójne życie Weroniki
- 1993: Wow – listonosz Leo (odc. 1-2, 13)
- 1993: Białe małżeństwo – śpiewak
- 1993: Łowca. Ostatnie starcie – Tadeusz „Guido” Zieliński
- 1993: Lista Schindlera – Henry Rosner
- 1998: Siedlisko – kominiarz
- 1999: Tygrysy Europy – kucharz Zucchero
- 2001-2012: Budzik – Pan Tenorek

### Wykonanie piosenek
- 1987: Leon Kameleon
- 1989: Ostatni dzwonek –
  - „Modlitwa. O wschodzie słońca”,
  - „Lekcja historii”,
  - „A my nie chcemy uciekać stąd...”
- 1991: Lisiczka
- 1993: Kolęda wigilijna – „Pod jemiołą”
- 1994-1998: Bajki zza okna – czołówka
- 1996: Miki Mol i Straszne Płaszczydło – „Piosenka o Miki Molu”
- 1997: Między nami bocianami – czołówka
- 2001: Szpital na perypetiach – „To wita cię szpital”

### Polski dubbing
- 1995-2004: Aladyn – wykonanie piosenki czołówkowej
- 1996: Calineczka – Książę Korneliusz (partie wokalne)
- 1999: Miecz w kamieniu (druga wersja dubbingowa) – wykonanie piosenki „Pieśń Minstrela”
- 2000: Baśnie Braci Grimm: Simsala Grimm – Dzielny krawczyk (odc. 1)
- 2001: Aladyn: Powrót Dżafara – wykonanie piosenki „Arabska noc”

## Dyskografia
- 1992: Live Character
- 1995: Nie bój się anioła (reedycja: 1998)
- 2000: Kolędy polskie (gościnnie: Beata Rybotycka) (Dziennik Polski)
- 2003: Budzik – Cztery humory roku (m.in. Jacek Wójcicki) (Polskie Radio PRCD 427)
- 2006: Piosenki Pana Tenorka (EMI Music Poland 3794642)
- 2015 Zaklinam czas (Mystic Production)

## Działalność polityczna
Podczas wyborów prezydenckich w 2020 roku poparł kandydaturę Władysława Kosiniaka-Kamysza. Na konwencji kandydata w Jasionce zaśpiewał wiersz Adama Asnyka "Miejcie nadzieję".